# Nasche Kino

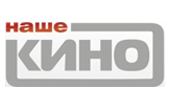
Das Logo des Senders

Nasche Kino (auch Nashe Kino = engl. Transkription von russisch Наше кино, deutsch: Unser Kino) ist ein privater Fernsehsender aus Russland, der ein Film- und Serienprogramm vor allem an in Europa, Nordamerika oder dem Nahen Osten beheimatete Auslandsrussen oder andere russischsprachige Minderheiten (russische Juden, Spätaussiedler) liefert. Nasche Kino ist als Tochterprogramm des Auslandssenders RTVi ein Bezahlfernsehsender. In Deutschland kann Nasche Kino über Eutelsats KabelKiosk und in den Kabelnetzen von Vodafone Kabel Deutschland und Unitymedia verschlüsselt über einen Digitaldecoder empfangen werden. Ein Schwerpunkt des Programms sind vor allem klassische russische und sowjetische Spielfilme und Serienproduktionen.